# Showtime, Storytime
Showtime, Storytime — концертный альбом, Blu-ray, DVD и CD финской симфо-пауэр метал-группы Nightwish, выпущенный в конце 2013 года. DVD был записан с новыми участниками группы: вокалисткой Флор Янсен и Троем Донокли, играющем на волынке и флейте.
Showtime, Storytime был выпущен в виде двойного Blu-Ray, DVD и CD. Nuclear Blast записали концерт на фестивале Wacken Open Air, 3 августа 2013 года. Это первый DVD с участием вокалистки Флор Янсен, которая заменила ушедшую в 2012 году Анетт Ользон, также на DVD присутствует Трой Донокли, который, как и Флор, c 9 ноября 2013 является постоянным участником группы, а не сессионным музыкантом. Время концерта — 1 час и 38 минут.
Альбом также содержит 120-минутный документальный фильм о первых днях Янсен в группе, и её процессе адаптации в группе, под названием «Пожалуйста, выучить сет-лист в течение 48 часов» (англ. «Please learn setlist in 48 hour»).

## Список композиций

### Диск 1
|     | Название                | Автор                             | Продолжительность |
| --- | ----------------------- | --------------------------------- | ----------------- |
| 1.  | «Dark Chest of Wonders» | Туомас Холопайнен                 | 4:33              |
| 2.  | «Wish I had an Angel»   | Туомас Холопайнен                 | 4:49              |
| 3.  | «She is My Sin»         | Туомас Холопайнен                 | 4:55              |
| 4.  | «Ghost River»           | Туомас Холопайнен                 | 6:05              |
| 5.  | «Ever Dream»            | Туомас Холопайнен                 | 5:21              |
| 6.  | «Storytime»             | Туомас Холопайнен                 | 5:38              |
| 7.  | «I Want My Tears Back»  | Туомас Холопайнен                 | 6:44              |
| 8.  | «Nemo»                  | Туомас Холопайнен                 | 4:45              |
| 9.  | «Last of the Wilds»     | Туомас Холопайнен                 | 6:32              |
| 10. | «Bless the Child»       | Туомас Холопайнен                 | 7:06              |
| 11. | «Romanticide»           | Туомас Холопайнен / Марко Хиетала | 5:40              |
| 12. | «Amaranth»              | Туомас Холопайнен                 | 4:26              |
| 13. | «Ghost Love Score»      | Туомас Холопайнен                 | 10:31             |
| 14. | «Song of Myself»        | Туомас Холопайнен                 | 7:53              |
| 15. | «Last Ride of the Day»  | Туомас Холопайнен                 | 4:34              |
| 16. | «Outro: Imaginaerum»    | Туомас Холопайнен                 | 6:16              |

Бонус:
|     | Название                                  | Автор             | Продолжительность |
| --- | ----------------------------------------- | ----------------- | ----------------- |
| 17. | I Want My Tears Back (Live From Helsinki) | Туомас Холопайнен | 5:27              |
| 18. | Ghost Love Score (Live From Buenos Aires) | Туомас Холопайнен | 11:00             |

### Диск 2
|    | Название                                                      | Продолжительность |
| -- | ------------------------------------------------------------- | ----------------- |
| 1. | «Please Learn The Setlist In 48 Hours (Документальный фильм)» | 2:00:11           |
| 2. | «Nightwish Table Hockey Tournament» (Бонус)                   | 16:33             |
| 3. | «Christmas Song For A Lonely Documentarist» (Бонус-трек)      | 3:39              |

## Участники записи
- Флор Янсен — вокал
- Туомас Холопайнен — клавишные
- Эмппу Вуоринен — гитара
- Марко Хиетала — бас-гитара, вокал на 2, 4, 5, 7, 11, 12, 14 и 15 треках
- Юкка Невалайнен — ударные
- Трой Донокли — волынка, флейта

## Места в чартах
| DVD чарты (2013)                   | Позиция |
| ---------------------------------- | ------- |
| Belgian Music DVD Chart (Flanders) | 15      |
| Belgian Music DVD Chart (Wallonia) | 6       |
| Dutch Music DVD Chart              | 14      |
| Finnish Music DVD Chart            | 1       |
| French Music DVD Chart             | 2       |
| German Music DVD Chart             | 1       |
| Swedish Music DVD Chart            | 2       |

| Альбомные чарты (2013)          | Позиция |
| ------------------------------- | ------- |
| Belgian Albums Chart (Flanders) | 184     |
| Belgian Albums Chart (Wallonia) | 158     |
| Finnish Albums Chart            | 40      |
| German Albums Chart             | 6       |
| Korean Albums Chart             | 49      |
| Swiss Albums Chart              | 52      |
| UK Albums Chart                 | 126     |
| UK Indie Albums Chart           | 13      |
| UK Rock Albums Chart            | 5       |